# قضب نتالي
قضب نتالي (الاسم العلمي:Cadaba natalensis) هو نوع من النباتات يتبع جنس القضب من الفصيلة القبارية.